# Campeonato Nacional de Basquete Masculino de 2002
O Campeonato Nacional de Basquete Masculino de 2002 (13ª edição) foi um torneio realizado a partir de 27 de janeiro até 14 de junho de 2002 por dezessete equipes representando sete estados.

## Participantes
Araraquara, Araraquara/SP

 Automóvel Clube, Campos dos Goytacazes/RJ

 Bandeirante, Brusque/SC

 Bauru, Bauru/SP

 COC/Ribeirão Preto, Ribeirão Preto/SP

 Corinthians-RS, Santa Cruz do Sul/RS

 Flamengo, Rio de Janeiro/RJ

 Fluminense, Rio de Janeiro/RJ

 Franca, Franca/SP

 Hebraica, São Paulo/SP

 Londrina, Londrina/PR

 Minas, Belo Horizonte/MG

 Mogi das Cruzes, Mogi das Cruzes/SP

 São Caetano, São Caetano do Sul/SP

 Unit/Uberlândia, Uberlândia/MG

 Universo/Ajax, Goiânia/GO

 Vasco da Gama, Rio de Janeiro/RJ

## Regulamento

### Fórmula de disputa
O Campeonato Nacional de Basquete Masculino foi disputado por 17 equipes em duas fases:
- Fase classificatória: As 17 equipes disputaram partidas em um sistema de turno e returno, em que enfrentaram todos os adversários em seu mando de quadra e fora dele.
- Playoffs: As oito equipes classificadas jogaram num sistema mata mata e a vencedora desses foi declarada Campeã Nacional de Basquete Masculino de 2002. É dividida em três partes: 
  - Quartas de final: Foi disputada pelas equipes que passaram da primeira fase, seguindo a lógica: (1ª x 8ª); (2ª x 7ª); (3ª x 6ª); (4ª x 5ª). Estas jogaram partidas em melhor de cinco (jogos), sendo dois mandos de campo para cada e o jogo de desempate, se houvesse, no ginásio da equipe com o melhor índice técnico da fase classificatória.
  - Semifinais: Foi disputada pelas equipes que passaram das quartas de final, seguindo a lógica: vencedor A x vencedor D e vencedor B x vencedor C. Estas jogaram partidas em melhor de cinco (jogos), sendo dois mandos de campo para cada e o jogo de desempate, se houvesse, no ginásio da equipe com o melhor índice técnico da fase classificatória.
  - Final: Foi disputada entre as duas equipes vencedoras das semifinais, em melhor de cinco (jogos), sendo dois mandos de campo para cada e o jogo de desempate, se houvesse, no ginásio da equipe com o melhor índice técnico da fase classificatória. A equipe vencedora foi declarada campeã da competição.

### Critérios de desempate
1º: Confronto direto

2º: Saldo de cestas dos jogos entre as equipes

3º: Melhor cesta average (se o empate foi entre duas equipes)

4º: Sorteio

### Pontuação
Vitória: 2 pontos

Derrota: 1 ponto

Não comparecimento: 0 pontos

## Classificação
| 1  | Tilibra/Copimax/Bauru        | 59 | 32 | 27 | 5  | 3116 | 2742 | 1,13640 |
| 2  | Vasco da Gama                | 59 | 32 | 27 | 5  | 3022 | 2676 | 1,12930 |
| 3  | Unit/Uberlândia              | 57 | 32 | 25 | 7  | 2960 | 2719 | 1,08864 |
| 4  | COC/Ribeirão Preto           | 53 | 32 | 21 | 11 | 2991 | 2781 | 1,07551 |
| 5  | Flamengo/Petrobras           | 53 | 32 | 21 | 11 | 3313 | 3105 | 1,06699 |
| 6  | Uniara/Fundesport/Araraquara | 53 | 32 | 21 | 11 | 2978 | 2853 | 1,04381 |
| 7  | Fluminense                   | 52 | 32 | 20 | 12 | 3003 | 2894 | 1,03766 |
| 8  | Universo/Minas               | 51 | 32 | 19 | 13 | 2765 | 2727 | 1,01393 |
| 9  | Sercomtel/Londrina           | 49 | 32 | 17 | 15 | 2746 | 2725 | 1,00771 |
| 10 | Automóvel Clube/Campos       | 46 | 32 | 14 | 18 | 2841 | 2914 | 0,97495 |
| 11 | Unimed/Franca                | 44 | 32 | 12 | 20 | 2841 | 2985 | 0,95176 |
| 12 | Valtra/UBC/D'Avó/Mogi        | 43 | 32 | 11 | 21 | 2761 | 2886 | 0,95669 |
| 13 | Universo/Ajax                | 40 | 32 | 8  | 24 | 2932 | 3118 | 0,94035 |
| 14 | Unisc/Corinthians            | 40 | 32 | 8  | 24 | 2579 | 2813 | 0,91681 |
| 15 | Bandeirante/Irmãos Zen       | 40 | 32 | 8  | 24 | 2743 | 3118 | 0,87973 |
| 16 | Hebraica/Blue Life           | 39 | 32 | 7  | 25 | 2681 | 2930 | 0,91502 |
| 17 | São Caetano                  | 38 | 32 | 6  | 26 | 2666 | 2952 | 0,90312 |

|  |                                           |
|  | Zona de classificação às quartas def inal |

## Fase final
|  | Quartas de final | Quartas de final             | Quartas de final   | Quartas de final             | Quartas de final | Quartas de final | Quartas de final | Quartas de final |   |                              | Semifinal | Semifinal | Semifinal | Semifinal | Semifinal | Semifinal | Semifinal | Semifinal |  |  | Final | Final                 | Final | Final | Final | Final | Final | Final |
|  |                  |                              |                    |                              |                  |                  |                  |                  |   |                              |           |           |           |           |           |           |           |           |  |  |       |                       |       |       |       |       |       |       |
|  | 1                | Tilibra/Copimax/Bauru        | 75                 | 72                           | 83               | 94               |                  | 3                |   |                              |           |           |           |           |           |           |           |           |  |  |       |                       |       |       |       |       |       |       |
|  | 8                | Universo/Minas               | 77                 | 70                           | 73               | 90               |                  | 1                |   |                              |           |           |           |           |           |           |           |           |  |  |       |                       |       |       |       |       |       |       |
|  | 8                | Universo/Minas               | 77                 | 70                           | 73               | 90               |                  | 1                | 1 | Tilibra/Copimax/Bauru        | 72        | 99        | 95        | 93        | 92        | 3         |           |           |  |  |       |                       |       |       |       |       |       |       |
|  |                  |                              |                    |                              |                  |                  |                  |                  | 1 | Tilibra/Copimax/Bauru        | 72        | 99        | 95        | 93        | 92        | 3         |           |           |  |  |       |                       |       |       |       |       |       |       |
|  |                  | 4                            | COC/Ribeirão Preto | 97                           | 84               | 91               | 98               | 84               | 2 |                              |           |           |           |           |           |           |           |           |  |  |       |                       |       |       |       |       |       |       |
|  | 4                | 4                            | COC/Ribeirão Preto | 97                           | 84               | 91               | 98               | 84               | 2 | COC/Ribeirão Preto           | 107       | 103       | 84        |           |           | 3         |           |           |  |  |       |                       |       |       |       |       |       |       |
|  | 4                |                              |                    |                              |                  |                  |                  |                  |   | COC/Ribeirão Preto           | 107       | 103       | 84        |           |           | 3         |           |           |  |  |       |                       |       |       |       |       |       |       |
|  | 5                | Flamengo/Petrobras           | 81                 | 82                           | 78               |                  |                  | 0                |   |                              |           |           |           |           |           |           |           |           |  |  |       |                       |       |       |       |       |       |       |
|  |                  |                              |                    |                              |                  |                  |                  |                  |   |                              |           |           |           |           |           |           |           |           |  |  | 1     | Tilibra/Copimax/Bauru | 87    | 84    | 77    |       |       | 3     |
|  |                  |                              | 6                  | Uniara/Fundesport/Araraquara | 72               | 66               | 69               |                  |   | 0                            |           |           |           |           |           |           |           |           |  |  |       |                       |       |       |       |       |       |       |
|  | 3                | Unit/Uberlândia              | 78                 | 87                           | 92               | 90               |                  | 1                |   |                              |           |           |           |           |           |           |           |           |  |  |       |                       |       |       |       |       |       |       |
|  | 6                | Uniara/Fundesport/Araraquara | 82                 | 91                           | 90               | 100              |                  | 3                |   |                              |           |           |           |           |           |           |           |           |  |  |       |                       |       |       |       |       |       |       |
|  | 6                | Uniara/Fundesport/Araraquara | 82                 | 91                           | 90               | 100              |                  | 3                | 6 | Uniara/Fundesport/Araraquara | 92        | 96        | 82        |           |           | 3         |           |           |  |  |       |                       |       |       |       |       |       |       |
|  |                  |                              |                    |                              |                  |                  |                  |                  | 6 | Uniara/Fundesport/Araraquara | 92        | 96        | 82        |           |           | 3         |           |           |  |  |       |                       |       |       |       |       |       |       |
|  |                  | 2                            | Vasco da Gama      | 76                           | 94               | 76               |                  |                  | 0 |                              |           |           |           |           |           |           |           |           |  |  |       |                       |       |       |       |       |       |       |
|  | 2                | 2                            | Vasco da Gama      | 76                           | 94               | 76               | Vasco da Gama    | 70               | 0 | 89                           | 79        | 96        | 101       | 3         |           |           |           |           |  |  |       |                       |       |       |       |       |       |       |
|  | 2                |                              |                    |                              |                  |                  | Vasco da Gama    | 70               |   | 89                           | 79        | 96        | 101       | 3         |           |           |           |           |  |  |       |                       |       |       |       |       |       |       |
|  | 7                | Fluminense                   | 79                 | 81                           | 89               | 81               | 86               | 2                |   |                              |           |           |           |           |           |           |           |           |  |  |       |                       |       |       |       |       |       |       |

## Finais

### Primeiro jogo
| 9 de junho 18:00 |  | Uniara/Fundesport/Araraquara | 72–87 | Tilibra/Copimax/Bauru |  | Ginásio Gigantão, Araraquara |  |

### Segundo jogo
| 12 de junho 18:00 |  | Tilibra/Copimax/Bauru | 84–66 | Uniara/Fundesport/Araraquara |  | Ginásio Panela de Pressão, Bauru |  |

### Terceiro jogo
| 14 de junho 18:00 |  | Tilibra/Copimax/Bauru | 77–69 | Uniara/Fundesport/Araraquara |  | Ginásio Panela de Pressão, Bauru |  |

0
| Campeonato Nacional de Basquete Masculino 2002       |
| ---------------------------------------------------- |
| Tilibra/Copimax/Bauru Campeão (1° título Brasileiro) |